# Případ Hluchavka
Případ Hluchavka (francouzsky L'Affaire Tournesol) je v pořadí osmnáctý díl Tintinových dobrodružství. Odehrává se na zámku Moulinsart, v Belgii, Švýcarsku a dvou Hergém nejlépe popsaných fiktivních států, Syldávie a Bordurie. Příběh vznikl v letech 1954–1956.

## Děj
Příběh začíná na zámku Moulinsart, kde Nestor právě leští stoly. Najednou zazvoní telefon. Nestor ho zvedne, a zjistí, že již podesáté mu někdo volá pro maso. Nestor je už hodně nakvašený, a tak telefon zavěsí. Tintin a kapitán Haddock jsou právě na procházce, když vtom se strhne bouře, a Tintin s kapitánem běží rychle na zámek. Aniž by to tušili, tajně je sledují dva špehové, každý z jiné země. Tintin a kapitán si právě dávají whisky, když vtom se přímo vedle nich rozbije sklo v okně. Následně zazvoní telefon, kapitán ho zvedne, načež odpoví: „Haló…? Cože? Kotlety…?! Já… Co…? Ne, paní, tady není řeznictví Flaxa, tři sta střílen! A navíc byste měla vědět paní, že je hrozně nebezpečné telefonovat za bouřky! Přesně tak, madam!!!“ Najednou zahřmí a kapitán se objeví nahoře na lustru. Poté se rozbije váza a zrcadlo a pak se vypne proud (kvůli bouřce). Najednou někdo zaklepe, Nestor otevře a dovnitř se vřítí cizí muž, který se srazí s kapitánem Haddockem, načež se rozsvítí světlo a muž se představí jako Serafín Lampion, pojišťovna Mondass. Vypoví, že mu přímo před zámkem prasklo čelní sklo u auta. Kapitán není moc nadšen, ale pozve ho dál. Když si dávají přípitek, kapitánovi praskne sklenka a pak i Lampionovi. Ten odejde, když vtom se ozvou výstřely a objeví se profesor Tryfon Hluchavka s prostřeleným kloboukem. Tintin jde s kapitánem obhlédnout park a najdou raněného muže, Tintin u něho zůstane a kapitán zavolá policii. Mezitím se rozsype lustr, raněný uteče a Tintin objeví vystrašeného Lampiona, vedle kterého svištěly kulky. Poté dojedou četníci a po chvíli zmatků se dozví co a jak a řeknou, že budou případ vyšetřovat. Další den se rozsype zrcadlo a dojedou detektivové Kadlec a Tkadlec, kteří případ vyšetřují. Kapitán jim vše vylíčí a oni se mu zavážou mlčením. Další den obklopí celý Moulinsart zvědavci a profesor Hluchavka odjede do Ženevy. Tintin s kapitánem prozkoumají laboratoř, kde najdou střepy a podivný přístroj. Najednou vpadne do laboratoře cizí muž, bouchne kapitána Haddocka a uteče. Filuta mu utrhne ještě kus kabátu. Tintin najde cigarety, na kterých je napsáno, Hotel Cornavin-Ženeva. Tintin ze strachu o profesorův život odletí s kapitánem do Ženevy. Dva agenti se pokusí s kapitánem vyvolat hádku, ale nepovede se jim to a Tintin s kapitánem dojdou do hotelu, kde zjistí, že Hluchavka odešel na nádraží, chtěl jet vlakem do Nyonu. Tintin s kapitánem ho stíhají až do Nyonu. Během cesty se je pokusí jiný vůz vytlačit do jezera a těsně před domem v Nyonu je málem zajede auto. V domě najdou svázaného profesora Topolina (mimochodem odborníka na ultrazvuk), stejný divný přístroj z Hluchavkovy laboratoře a cigarety stejné značky jako v laboratoři. Promluví s profesorem Topolinem a zjistí, že tyto cigarety kouří Boris, Bordur. Také se od něho dozví, že před dvěma dny přijal Hluchavku a ten ho v den, kdy ho Tintin a kapitán objevili, praštil pendrekem do hlavy a svázal ho. Tintin však zjistí, že profesora Topolina svázal muž, který se za Hluchavku jen vydával. Najednou vybuchne bomba a zničí velkou část domu. Tintin a profesor Topolino se ocitnou v bezvědomí, jen kapitán Haddock zůstane při vědomí. A ještě Filuta, který pořád chrání deštník profesora Hluchavky. Tintina v nemocnici jdou navštívit Kadlec a Tkadlec, ale oba upadnou a zlomí si ruce. Tintina napadne, že na bordurské ambasádě by mohli skrývat Hluchavku. Kapitán si s sebou vezme postřik na komáry a celou cestu lodí (nebo spíš člunem) je hubí. Tajně špehují bordurskou ambasádu, když v tom na zahradě před ambasádou přistane vrtulník a k němu se hrnou Bordurijci s profesorem Hluchavkou. Najednou je přepadnou další muži a Tintin s kapitánem se vrhnou do rvačky. Nakonec muži, kteří napadli Bordurijce, unesou profesora, Tintina omráčí a odjedou ve člunu. Tintin s kapitánem ukradnou Bordurijcům vrtulník a pronásledují člun. Kapitán se pokouší navázat rádiové spojení, povede se mu to, ale ke svému neštěstí naváže spojení s Lampionem, který si myslí, že jde o vtip. Kapitán mu nadává, ale Lampion pořád nevěří. Tintin řekne kapitánovi, ať toho nechá, protože zločinci nasedli do auta a jedou pryč. Vrtulníku začne vynechávat motor, a proto Tintin přistane, ale na silnici, aby zločincům odřízl průjezd. Ti však vrtulník objedou a ujíždí pryč. Tintin s kapitánem se snaží stopovat auta, ale moc jim to nejde,až do té doby kdy si kapitán zajde koupit tabák a narazí do něj italské auto.Řidič je po vysvětlení situace naloží do auta a bleskurychle vystartuje, což příliš nepotěší kapitána. Při stíhání způsobí dopravní nehody a projedou trhem, ale nakonec vůz dostihnou. Ve voze jsou Syldavani,nepřátelé Bordurijců. Hluchavku se však nepodaří najít ani v autě ani v kufru. Syldavané odjedou a Ital je nechá na holičkách. Tintin si najednou vzpomene, že víko zadního sedadla bylo odklopené a že v něm byl Hluchavka. Najednou spatří přistávat letadlo. Běží na louku, aby je na letadlo vzali, ale spatří Hluchavku, jak ho Syldavani táhnou do letadla. Tintin letadlo málem dožene, ale v poslední chvíli mu uletí a Tintin spadne do sena. Vrátí se spolu s kapitánem do Ženevy a objednají si dvě letenky do Klowu, Syldavského hlavního města. Krátce na to kapitán zjistí že letadlo zajali Bordurijci. Chtějí si přeobjednat letenky,ale zjistí že místa do Bordurského hlavního města Szohodu jsou již vyprodané.